# Малий Краснояр
Малий Красноя́р (рос. Малый Краснояр) — присілок у складі Омутинського району Тюменської області, Росія.
Населення — 43 особи (2010, 65 у 2002).
Національний склад станом на 2002 рік:
- росіяни — 97 %